# Danger Danger (álbum)
Danger Danger es el álbum debut de la banda Danger Danger. Fue editado en 1989 por el sello Epic Records.

## Lista de canciones
1. Naughty Naughty - 4:50
2. Under the Gun - 4:39
3. Saturday Nite - 4:17
4. Don't Walk Away - 4:56
5. Bang Bang - 3:56
6. Rock America - 4:54
7. Boys Will Be Boys - 4:58
8. One Step From Paradise - 4:47
9. Feels Like Love - 4:52
10. Turn It On - 3:40
11. Live It Up - 3:54

Todas las canciones fueron compuestas por Bruno Ravel y Steve West.

## Músicos
Danger Danger
- Ted Poley - Voz y coros
- Andy Timmons - guitarra (3, 7)
- Bruno Ravel - Bajo, coros, violonchelo, rap (11)
- Steve West - Batería, rap (1)
- Kasey Smith - teclados

Músicos adicionales
- Tony "Bruno" Rey - Guitarra (1, 2, 4-6, 8-11)
- Carol Brooks, Jeanie Brooks, Rick Valente, Tony Reyes  - Coros